# Ansignan
Ansignan is een gemeente in het Franse departement Pyrénées-Orientales (regio Occitanie) en telt 198 inwoners (1999). De plaats maakt deel uit van het arrondissement Perpignan.

## Geografie
De oppervlakte van Ansignan bedraagt 7,9 km², de bevolkingsdichtheid is 25,1 inwoners per km².

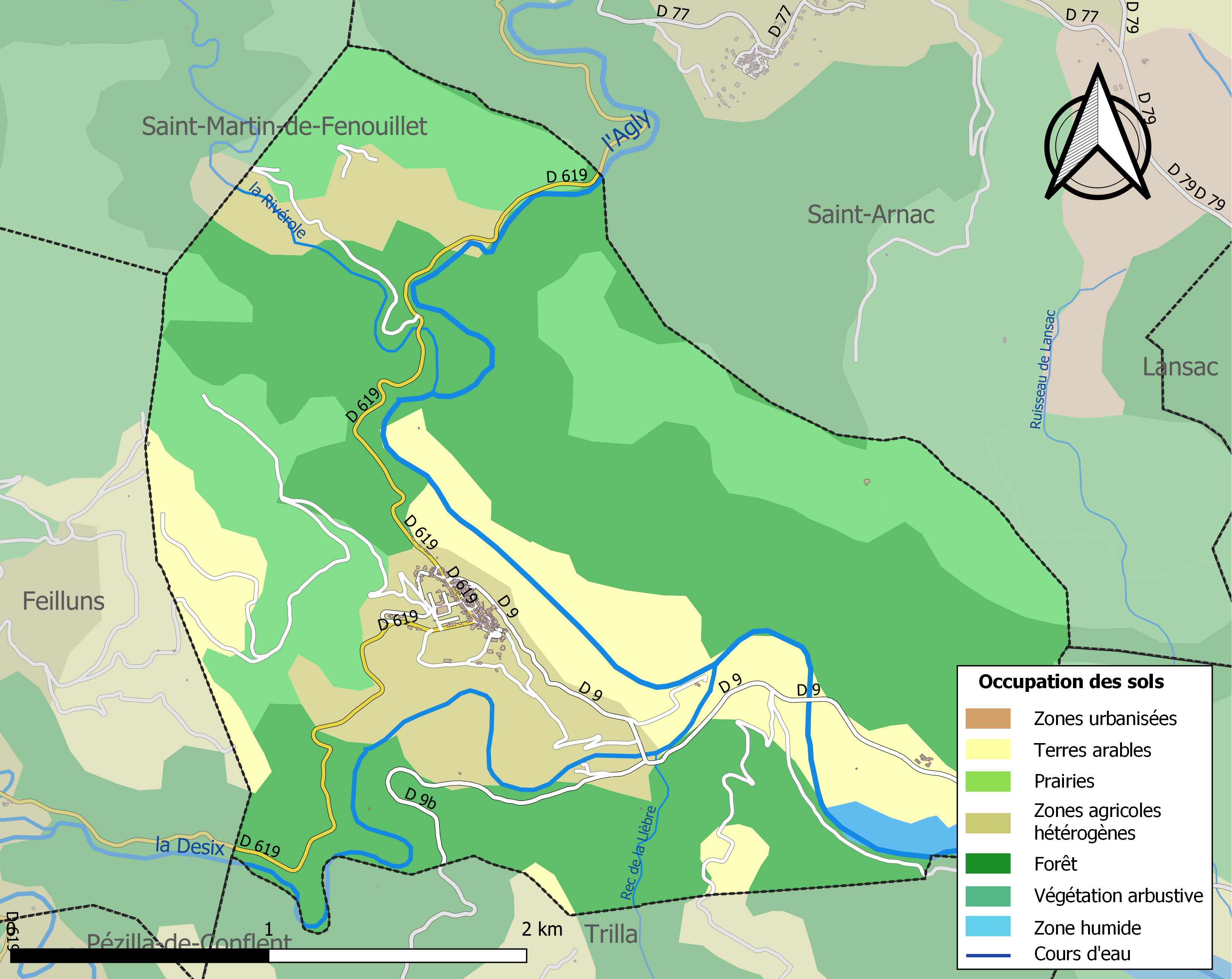
Kaart van de gemeente met de belangrijkste infrastructuur, bodemgebruik en omliggende gemeenten

## Politiek

### Lijst van burgemeesters
| Naam burgemeester     | Ambtsperiode |
| --------------------- | ------------ |
| Joseph Grand          | 1792-1795    |
| Pierre Grand          | 1795-1799    |
| Marc Babulet          | 1799-1801    |
| Joseph Grand          | 1801-1813    |
| Joseph Grand fils     | 1813-1815    |
| Jean Raspaud          | 1815-1816    |
| Pierre Barbaza        | 1816-1835    |
| Jacques Gandou        | 1835-1841    |
| Jean-Baptiste Fage    | 1841-1846    |
| Joseph Pratx          | 1846-1850    |
| Saturnin Carol        | 1850-1850    |
| Joseph Merou          | 1850-1850    |
| Pierre Estève         | 1850-1851    |
| Joseph Barbaza        | 1851-1852    |
| Pierre Estève         | 1852-1856    |
| François Bascou       | 1856-1865    |
| Pierre Vaysse         | 1865-1876    |
| Joseph Barbaza        | 1876-1884    |
| André Gelly           | 1884-1888    |
| Jean-François Dauliac | 1888-1895    |
| Pierre Pech           | 1895-1908    |
| Célestin Calvet       | 1908-1912    |
| Joseph Jeantet        | 1912-1929    |
| Jacques-Louis Pech    | 1929-1935    |
| Etienne Bascou        | 1935 - 1977  |
| Guy Barbaza           | 1977 - 1999  |
| Guy Audouy            | 1999 - 2001  |
| Mauricette Pelissier  | 2001 - 2014  |
| Jean-Pierre Pilart    | 2014-        |

## Demografie
Onderstaande figuur toont het verloop van het inwonertal (bron: INSEE-tellingen).